# Petrophile merrallii
Petrophile merrallii är en tvåhjärtbladig växtart som beskrevs av D.B. Foreman. Petrophile merrallii ingår i släktet Petrophile och familjen Proteaceae. Inga underarter finns listade i Catalogue of Life.